# 安松戈
15°39′34″N 0°30′6″E / 15.65944°N 0.50167°E
安松戈，是馬里的城鎮，位於該國東部，由加奧區負責管轄，是安松戈省的首府，面積445平方公里，海拔高度246米，2009年人口32,709，人口密度每平方公里74人。